# Carly Waters
Pour les articles homonymes, voir Waters.
Pas d'image ? Cliquez ici

a Compétitions nationales et continentales officielles uniquement.

b Matchs officiels uniquement.
Dernière mise à jour le 10 mai 2025.
Carly Waters, née le 19 décembre 1995 à Downingtown (États-Unis), est une joueuse internationale américaine de rugby à XV évoluant au poste de demi de mêlée. Elle joue à l'Onyx de Denver.

## Biographie
Carly Waters naît le 19 décembre 1995 à Downingtown aux États-Unis.
Elle commence la pratique du rugby à XV en 2010, avec l'équipe de son lycée. Elle joue à l'arrière avant d'être repositionnée en demi de mêlée en 2014.
Elle devient internationale américaine en 2018 contre la Nouvelle-Zélande, à Chicago.
À l'été 2021, elle part jouer en Angleterre, aux Saracens.
En 2022, Carly Waters signe aux Sale Sharks. Elle est retenue en septembre 2022 pour disputer la Coupe du monde en Nouvelle-Zélande.
Elle est sélectionnée pour la Pacific Four Series 2023.
En 2025, elle rejoint la nouvelle franchise de l'Onyx de Denver qui joue en Women's Elite Rugby.

## Palmarès
- Vainqueur du Championnat universitaire des États-Unis en 2015, 2016 et 2017.
- Vainqueur du Championnat des États-Unis en 2019.
- Vainqueur du Championnat d'Angleterre en 2022.